# Cecilia Edefalk
Cecilia Emmy Anna Edefalk (* 28. August 1954 in Norrköping) ist eine schwedische figurative Malerin.

## Leben und Werk
Cecilia Edefalk studierte von 1973 bis 1977 an der Konstfack in Stockholm und von 1981 bis 1986 an der Royal Academy of Arts in London. Von 1992 bis 1995 lehrte sie an der Konstfackskolan.
Als Grundlage für ihre Ölmalerei in Lasurtechnik, die in Grisaille gehalten ist, nimmt Edefalk Fotografien.
„Another movement“ ist eine Serie von Malereien, die 1990 in der Galerie Sten Eriksson in Stockholm zu sehen waren. Dort stellte Edefalk sieben Malereien mit Motiven in geringer Variation aus, die verschiedene Formate haben. Ausgangspunkt für diese war eine Modefotografie, bei der ein Mann den Rücken einer Frau mit Sonnencreme einreibt. Cecilia Edefalk verfremdete das Bild, indem sie die Sonnencreme wegließ und damit der Handbewegung eine neue Bedeutung gab. Mit „Another movement“ entfachte sie eine Diskussion über Copyright, Authentizität und dem Verhältnis zwischen Original und Abbild in der zeitgenössischen Kunst.

## Ausstellungen (Auswahl)

### Einzelausstellungen
- 1995: Das Abenteuer der Malerei, Württembergischer Kunstverein Stuttgart, Kunstverein für die Rheinlande und Westfalen, Düsseldorf
- 1999: Moderna Museet, Stockholm
- 1999: Kunsthalle Bern, Bern
- 2007: Kunsthalle zu Kiel, Kiel[5]

### Gruppenausstellungen
- 1992: Irish Museum of Modern Art, Dublin
- 1993: Prospect 93 Frankfurter Kunstverein
- 1994: 22. Biennale von São Paulo,  São Paulo
- 1997: 47. Biennale di Venezia, Venedig
- 1997: Kabinett für aktuelle Kunst, Bremerhaven
- 2000: Szenenwechsel XVII, Museum für Moderne Kunst, Frankfurt
- 2001: Castello di Rivoli, Turin
- 2002: Documenta11, Kassel
- 2013: Der zweite Blick Städtische Galerie Nordhorn Kuratoren: Tilo Schulz und Veronika Olbrich

## Auszeichnungen
- 1996 Stipendium für Bremerhaven
- Artist in Residence, Künstlerhaus Bethanien